# Ocean Man 69G
Ocean Man 69G är ett reservat i Kanada.   Det ligger i provinsen Saskatchewan, i den sydöstra delen av landet, 2 100 km väster om huvudstaden Ottawa.
Trakten runt Ocean Man 69G består till största delen av jordbruksmark. Trakten runt Ocean Man 69G är nära nog obefolkad, med mindre än två invånare per kvadratkilometer.